# Кокбастауський сільський округ
Кокбаста́уський сільський округ (каз. Көкбастау ауылдық округі, рос. Кокбастауский сельский округ) — адміністративна одиниця у складі Жуалинського району Жамбильської області Казахстану. Адміністративний центр — село Теріс.
Населення — 2980 осіб (2021; 3081 у 2009, 2597 у 1999, 2257 у 1989).
Станом на 1989 рік існувала Більшовицька сільська рада (частина села Бурнооктябрське, села Кастальєвка, Кизилдікан, Нововознесенка, Теріс). Пізніше частина села Бурнооктябрське передано до складу Бурнооктябрської сільської ради.

## Склад
До складу округу входять такі населені пункти:
| Населений пункт | Старі назви    | Населення, осіб (1989) | Населення, осіб (1999) | Населення, осіб (2009) | Населення, осіб (2021) |
| --------------- | -------------- | ---------------------- | ---------------------- | ---------------------- | ---------------------- |
| Бакали, село    | Кизилдікан     | 514                    | 676                    | 505                    | 434                    |
| Коктобе, село   | Нововознесенка | 715                    | 788                    | 979                    | 950                    |
| Косболтек, село | Кастальєвка    | 486                    | 611                    | 690                    | 703                    |
| Теріс, село     | Теріс          | 542                    | 522                    | 907                    | 893                    |